# Merinizzata Italiana
La merinizzata italiana è una razza ovina a duplice attitudine, da carne e da lana, impiegata in alcune regioni del Sud Italia, in particolare in Puglia, Basilicata, Abruzzo e Molise.

## Caratteristiche
La costituzione della razza ovina risale al 1989 ed appartiene al ceppo Merino, diffuso da tempo in tutto il mondo per la qualità della lana.
È costituita dall'incrocio con le razze ovine locali Gentile di Puglia e Sopravissana e con tipi genetici Merinos europei, per migliorare le caratteristiche produttive degli agnelli per quanto riguarda la carne, mantenendo però le caratteristiche qualitative della lana.